# Helmut Kohl
Helmut Josef Michael Kohl (ur. 3 kwietnia 1930 w Ludwigshafen am Rhein, zm. 16 czerwca 2017 tamże) – niemiecki polityk. Związany z Unią Chrześcijańsko-Demokratyczną, w latach 1969–1976 premier Nadrenii-Palatynatu, 1982–1998 kanclerz Republiki Federalnej Niemiec. Kształtował proces zjednoczenia Niemiec i znacząco wpłynął na proces jednoczenia się Europy.
Przez byłych prezydentów Stanów Zjednoczonych George’a Herberta Walkera Busha i Billa Clintona został opisany jako „największy europejski przywódca drugiej połowy XX wieku”.

## Życiorys

### Dzieciństwo i młodość
Urodził się w 1930 w Ludwigshafen jako trzecie dziecko pochodzącego z Greußenheim urzędnika skarbowego Hansa Kohla (1887–1975) i jego żony Cäcilie Schnur (1890–1979). Była to mieszczańsko-konserwatywna rodzina, wzrastająca w wierze rzymskokatolickiej. Starszy brat Helmuta poległ podczas II wojny światowej. Sam Kohl został pod koniec wojny powołany do Wehrmachtu jako pomocnik, ale nie musiał już walczyć.
Dorastał w dzielnicy Friesenheim w Ludwigshafen am Rhein, przy Hohenzollernstraße. Uczęszczał do szkoły podstawowej Ruprechtschule, a następnie do Max-Planck-Gymnasium, obydwie mieściły się we Friesenheim. W 1950 rozpoczął studia prawnicze we Frankfurcie nad Menem. W 1951 przeniósł się na uniwersytet w Heidelbergu z przedmiotami głównymi: historią i naukami politycznymi.
Po zakończeniu studiów w 1956 objął stanowisko pracownika naukowego w Instytucie Alfreda Webera przy Uniwersytecie w Heidelbergu. W 1958 doktoryzował się na podstawie pracy pt. Polityczny rozwój Palatynatu i odradzanie się partii politycznych po 1945 r. Później został asystentem dyrekcji w odlewni w Ludwigshafen, a w 1959 referentem w Verband der Chemischen Industrie w Ludwigshafen.

### Kariera polityczna
Jako uczeń wstąpił w 1946 do CDU, a następnie został współzałożycielem Młodej Unii w swoim mieście rodzinnym Ludwigshafen (1947). Działalność polityczną kontynuował również podczas studiów. W 1953 został członkiem kierowniczego (sprawującego obowiązki) zarządu CDU w Nadrenii-Palatynacie, a w 1954 zastępcą przewodniczącego Młodej Unii w Nadrenii-Palatynacie. Od 1955 członek zarządu krajowego CDU w Nadrenii-Palatynacie. Od 1956 deputowany do landtagu. Od 1959 przewodniczący powiatowych struktur CDU w Ludwigshafen, 1960–1969 był szefem klubu radnych w radzie miejskiej Ludwigshafen, od 1963 szefem frakcji w Landtagu Nadrenii-Palatynatu, od marca 1966 do września 1974 przewodniczącym CDU w Nadrenii-Palatynacie, od 1966 również członek zarządu federalnego CDU, a od 1969 zastępca przewodniczącego.

### Premier landu
Gdy w 1966 został wybrany na przewodniczącego krajowego CDU w Nadrenii-Palatynacie, wyznaczono go również na następcę Petera Altmeiera na stanowisku premiera. Wprawdzie po następnych wyborach do Landtagu premierem został ponownie Altmeier, jednak 19 maja 1969 zastąpił go Kohl. Ważnymi decyzjami podjętymi w czasie urzędowania Kohla były reforma terytorialna oraz powołanie Uniwersytetu Trier-Keiserslautern (obecnie: Universität Trier, Technische Universität Kaiserslautern). W 1971 bez powodzenia kandydował na stanowisko federalnego przewodniczącego CDU, przegrał z Rainerem Barzelem. W 1973, rok po nieudanym wotum nieufności, zgłoszonym przez Rainera Barzela, dla urzędującego kanclerza Willy’ego Brandta, udało się Kohlowi zastąpić Barzela na stanowisku przewodniczącego CDU i utrzymać tę funkcję przez 25 lat, aż do 7 listopada 1998.

### Lider opozycji
Podczas wyborów do Bundestagu w 1976 r. Kohl po raz pierwszy wystąpił jako kandydat swojej partii na kanclerza. CDU/CSU nieznacznie straciła bezwzględną większość, uzyskując 48,6% głosów. Był to do tej pory drugi najwyższy wynik CDU/CSU w jej historii. Po wyborach Kohl zrezygnował ze stanowiska premiera (Nadrenii-Palatynatu) i został szefem frakcji CDU/CSU w niemieckim Bundestagu w Bonn. 2 grudnia 1976 jego następcą na stanowisku premiera został Bernhard Vogel. Po przegranych wyborach CSU podjęła tzw. Uchwałę kreutherską dot. podziału (Kreuther Trennungsbeschluss) w celu rozwiązania wspólnej frakcji z CDU. Kohlowi jednak udało się, przy sprzeciwie przewodniczącego CSU Franza Josefa Straußa, przeforsować dalsze jej istnienie. W zamian za to, podczas wyborów do Bundestagu w 1980 roku, musiał zrezygnować na rzecz Straußa z kandydowania na urząd kanclerski. Gdy Strauß po przegranych wyborach jednak pozostał premierem Bawarii, Kohl w dalszym ciągu był przywódcą opozycji.

### Kanclerz federalny
Po zerwaniu 17 września 1982 socjalliberalnej koalicji kanclerza Helmuta Schmidta, istniały znaczące różnice zdań w kwestii prowadzenia polityki gospodarczej RFN (powodem był m.in. dokument strategiczny FDP, opracowany przez Ottona Grafa Lambsdorffa, a zawierający neoliberalne stanowisko w sprawie reformy rynku pracy) – 20 września 1982 FDP i CDU/CSU rozpoczęły rozmowy koalicyjne.

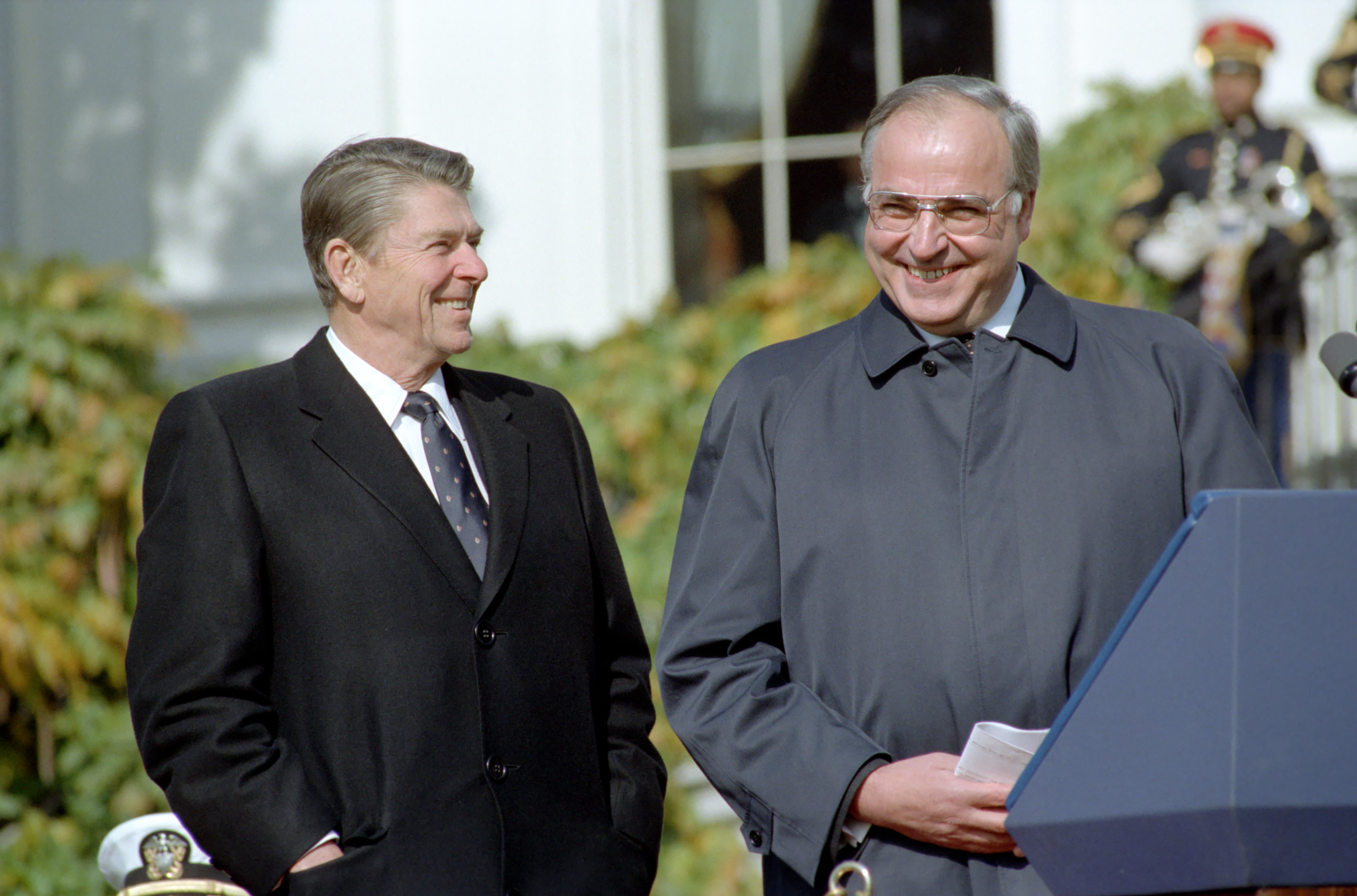
Ronald Reagan i Helmut Kohl, 1982

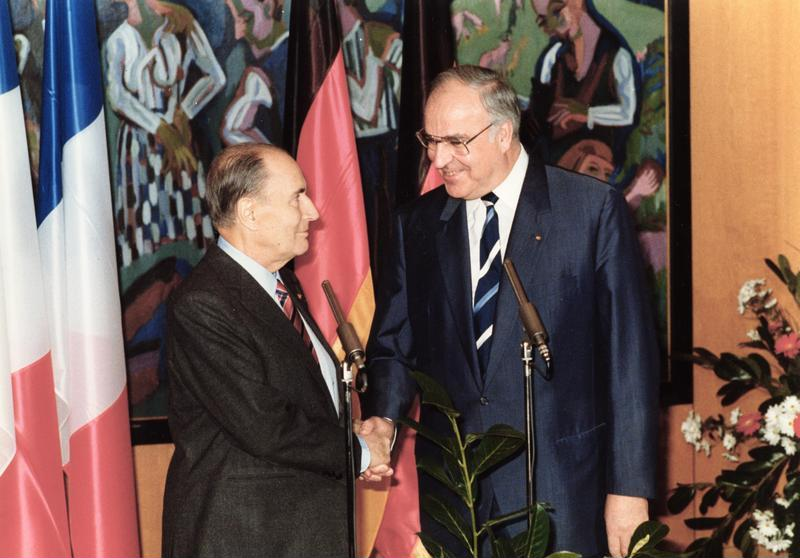
François Mitterrand i Helmut Kohl, 1987

Kohl został nominowany na urząd kanclerski i 1 października 1982 dzięki pierwszemu udanemu w historii Bundestagu konstruktywnemu wotum nieufności dla kanclerza Helmuta Schmidta został wybrany szóstym kanclerzem federalnym. Ministrem spraw zagranicznych pozostał, jak w dotychczasowej koalicji socjalliberalnej, Hans-Dietrich Genscher. Zmiana koalicjanta była w samej FDP kwestią sporną, gdyż FDP szła do wyborów w 1980 pod hasłami wejścia w koalicję z SPD, podnoszono brak materialnej legitymacji. Formalnie jednak krok ten był zgodny z konstytucją. Ponadto fotel kanclerza dla Kohla nie wynikał wprost z wyborów. Aby rozwiać wszelkie wątpliwości, Kohl zastosował skrajnie kontrowersyjną procedurę: pod pozorem rozkładu koalicji z powodu owego budżetu, który został uchwalony kilka tygodni wcześniej, zgłosił wniosek o wotum zaufania. Podczas rozstrzygnięcia 17 grudnia 1982 posłowie koalicji rządzącej wstrzymali się zgodnie z ustaleniami od głosu i w efekcie końcowym parlament odmówił rządowi poparcia. Prezydent federalny Karl Carstens – po dłuższym wahaniu – rozwiązał w styczniu 1983 na wniosek Kohla Bundestag, a na 6 marca 1983 zostały rozpisane przyspieszone wybory. Przeciwko temu postępowaniu niektórzy posłowie złożyli skargę do Federalnego Trybunału Konstytucyjnego. Ten jednak zdecydował, że Bundestag został rozwiązany zgodnie z konstytucją.
W wyborach do Bundestagu, 6 marca 1983, koalicja CDU/CSU i FDP została ponownie wybrana z procentowym zyskiem dla CDU/CSU (48,8%, +4,3%) i znaczącą stratą dla FDP (7,0%, –3,6%). Helmut Kohl, który między 1976 a 1998 r. kandydował na urząd kanclerski sześć razy, uzyskał swój najlepszy wynik wyborczy (i drugi w historii Republiki Federalnej). Kandydatem socjaldemokratów był były federalny minister sprawiedliwości i nadburmistrz Monachium Hans-Jochen Vogel.
Kohl w pierwszych latach swojego urzędowania przeforsował, przy sprzeciwie ruchu pacyfistycznego, przyjętą jeszcze pod rządami Schmidta rezolucję NATO o dozbrojeniu.
22 września 1984 Kohl spotkał się z prezydentem Francji François Mitterrandem w miejscu bitwy pod Verdun, aby wspólnie złożyć hołd pamięci poległych podczas obu wojen światowych. Zdjęcie ich długiego uścisku dłoni stało się symbolem niemiecko-francuskiego pojednania. Kohlowi i Mitterrandowi przypisywano w późniejszych latach bardzo bliskie kontakty. Przygotowali takie wspólne projekty jak Eurokorpus i stację telewizyjną Arte. Również postępy w europejskim zjednoczeniu, jak w przypadku Traktatu z Maastricht, a później przy wprowadzanie waluty euro, zostały przypisane istotnie bliskiej niemiecko-francuskiej współpracy.
W toku „afery Flicka”, dotyczącej nielegalnych darowizn koncernu Flicka na rzecz niemieckich polityków, obciążono Kohla na podstawie wpisów w księdze kasowej pt. „wg Kohl”. W komisji śledczej Bundestagu oraz mogunckiego Landtagu Kohl poświadczył nieprawdę w odniesieniu do swojej wiedzy nt. celu Staatsbürgerliche Vereinigung jako instytucji zbierającej darowizny i po doniesieniu Otto Schily’ego ledwie uniknął postępowania karnego w sprawie poświadczenia nieprawdy. Partyjny kolega Kohla, Heiner Geißler, bronił go później słynnym stwierdzeniem, że miał on pewnie blackout.
Jako pierwszy federalny kanclerz pokolenia powojennego przemawiający przed Knesetem 24 stycznia 1984 użył wobec Izraelczyków stwierdzenia pochodzącego od Güntera Gausa o „łasce późnego urodzenia” (Gnade der späten Geburt).

Helmut Kohl i Tadeusz Mazowiecki w Krzyżowej, 1989

5 maja 1985 Kohl wraz z prezydentem USA Ronaldem Reaganem złożył wieniec na cmentarzu wojskowym w Bitburgu, gdzie spoczywa 2000 niemieckich żołnierzy poległych w trakcie II wojny światowej, co wywołało kontrowersje wśród części niemieckiej i amerykańskiej opinii publicznej.
Po wyborach do Bundestagu w 1987 Kohl pozostał na stanowisku. Kontrkandydatem SPD był premier Nadrenii Północnej-Westfalii Johannes Rau.

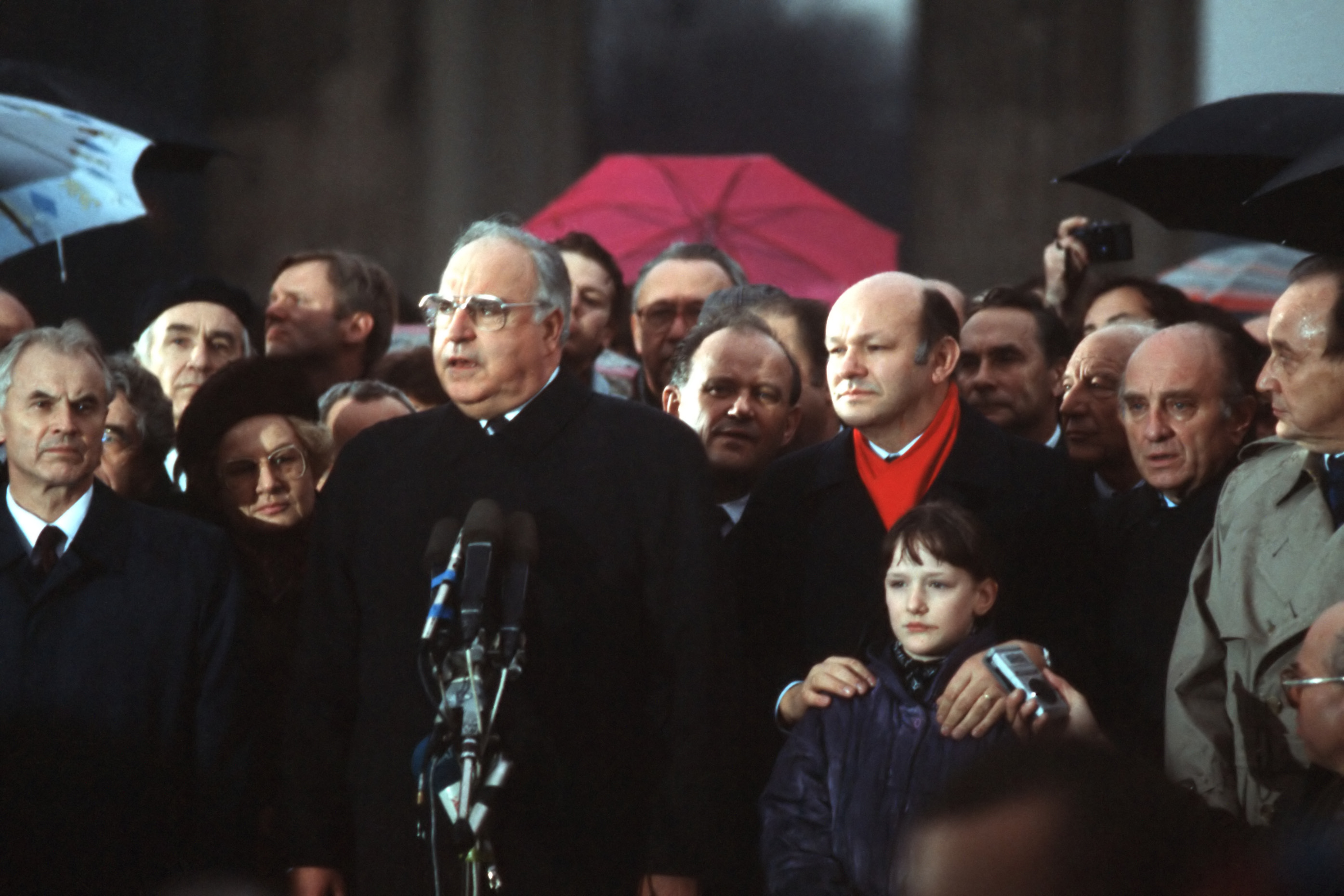
Premier NRD Hans Modrow oraz kanclerz RFN Helmut Kohl i burmistrz Berlina Zachodniego Walter Momper (w tle między nimi nadburmistrz Berlina Wschodniego Erhard Krack) podczas otwarcia Muru Berlińskiego, 22 grudnia 1989

Po zarysowaniu się możliwości upadku NRD i obaleniu 9 listopada 1989 Muru Berlińskiego, Kohl przedłożył Bundestagowi 28 listopada 1989 „Dziesięć punktów programowych dot. przezwyciężenia podziału Niemiec i Europy”, który nie był wcześniej uzgodniony z koalicjantem, ani z zachodnimi partnerami. Już 18 maja 1990 został podpisany z NRD układ państwowy o unii monetarnej, gospodarczej i społecznej. Wbrew oporowi prezesa Bundesbanku Karla Otto Pöhla Kohl przeforsował kurs wymiany marki wschodniej na markę niemiecką, jeśli chodzi o wynagrodzenia, pobory, czynsze i renty, w stosunku 1:1. Okazało się to później silnym obciążeniem dla przedsiębiorstw nowych krajów związkowych. Razem z ministrem spraw zagranicznych Hans-Dietrichem Genscherem uzyskał podczas tzw. rozmów 2+4 z siłami zwycięskimi II wojny światowej, ich przyzwolenie na zjednoczenie Niemiec w formie Układu 2+4 i włączenie nowych Niemiec do NATO. Niemieckie zjednoczenie odbiło się pozytywnie na późniejszej karierze Kohla jako kanclerza, która bez tego mogłaby nie trwać tak długo. Kohlowi w 1989 r. z trudem udało się odeprzeć na zjeździe partii w Bremie próbę wewnętrznego puczu przeciwników zebranych wokół Heinera Geißlera, Rity Süssmuth i Lothara Spätha.
17 stycznia 1991 został wybrany po raz trzeci po tym, jak w wyborach do Bundestagu w 1990 r. wygrał z premierem Saary i ówczesnym kandydatem SPD na urząd kanclerza Oskarem Lafontainem. Tym samym został pierwszym kanclerzem zjednoczonych Niemiec.
Po nieznacznie wygranych wyborach do Bundestagu w 1994 r. Kohla ponownie wybrano kanclerzem; tym razem wygrał on z premierem Nadrenii-Palatynatu Rudolfem Scharpingiem z SPD. Następne lata ukształtowane zostały raczej sukcesami w polityce zagranicznej (Frankfurt nad Menem jako siedziba nowo powstałego EBC, wprowadzenie euro). W 1995 r. Kohl, jako pierwszy zachodni polityk po protestach na placu Tian’anmen, złożył wizytę w chińskiej bazie wojskowej (odwiedził wtedy 196 Dywizję Piechoty w Tianjinie), co spotkało się z protestami organizacji broniących praw człowieka. W polityce wewnętrznej odznaczała się stagnacja, spowodowana zdominowaniem przez SPD Bundesratu, a co za tym idzie ograniczonym polem działania rządu federalnego, co skończyło się przegranymi w 1998 wyborami.
Wygrała je SPD, która wystawiła jako kandydata na kanclerza ówczesnego premiera Dolnej Saksonii Gerharda Schrödera. Skutkiem tego koalicja chrześcijańsko-liberalna została zastąpiona koalicją socjalno-zieloną (niem. Rot-Grün, dosł. czerwono-zieloną), a Kohl został 26 października zdymisjonowany przez prezydenta RFN Romana Herzoga.

### Dalsze życie

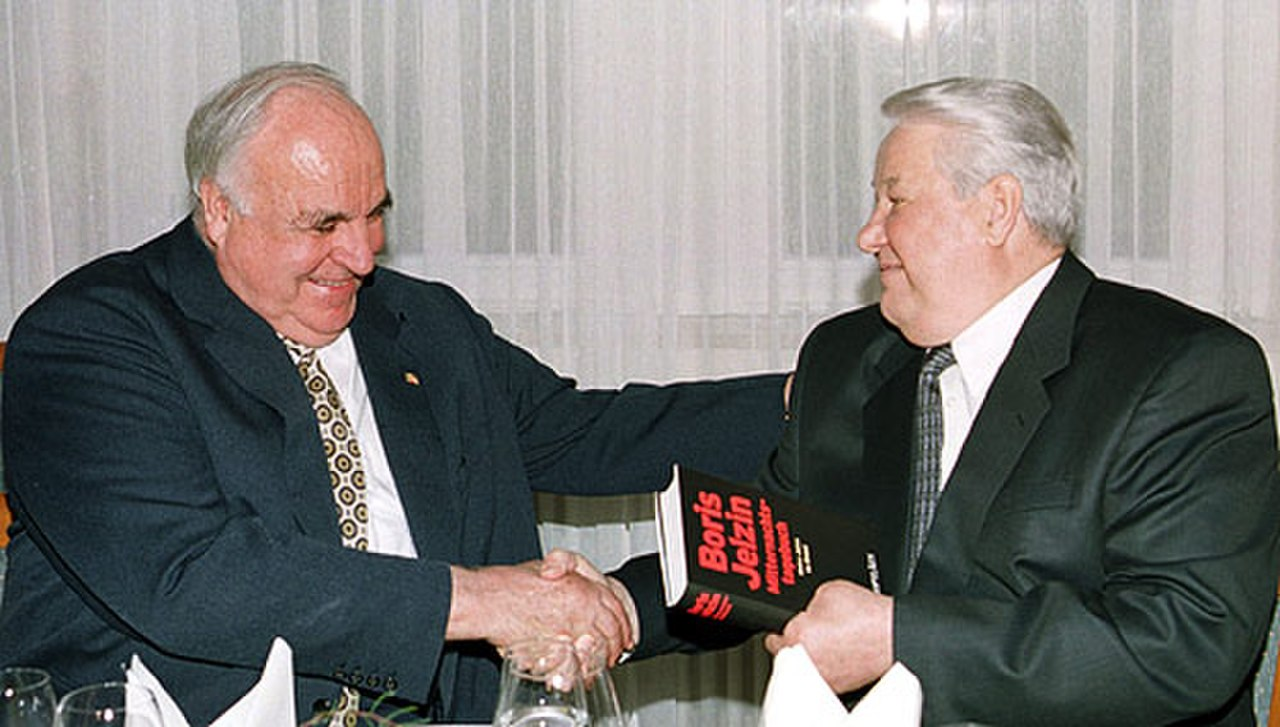
Helmut Kohl i Boris Jelcyn, 19 października 2000

W wyborach do Bundestagu w 2002 r. Kohl nie ubiegał się już o mandat.
Jego postawa budziła kontrowersje z powodu złamania Ustawy o partiach w związku z aferą łapówkarską w CDU.
4 marca 2004, prawie sześć lat po zakończeniu urzędowania, przedstawił pierwszą część swoich wspomnień pt. Wspomnienia, 1930–1982. Zawierają one wspomnienia życiowe i obejmują lata od 1930 do początku pierwszej kadencji w 1982 r. Część druga ukazała się 3 listopada 2005 i obejmuje pierwszą część jego rządów (1982–1990).

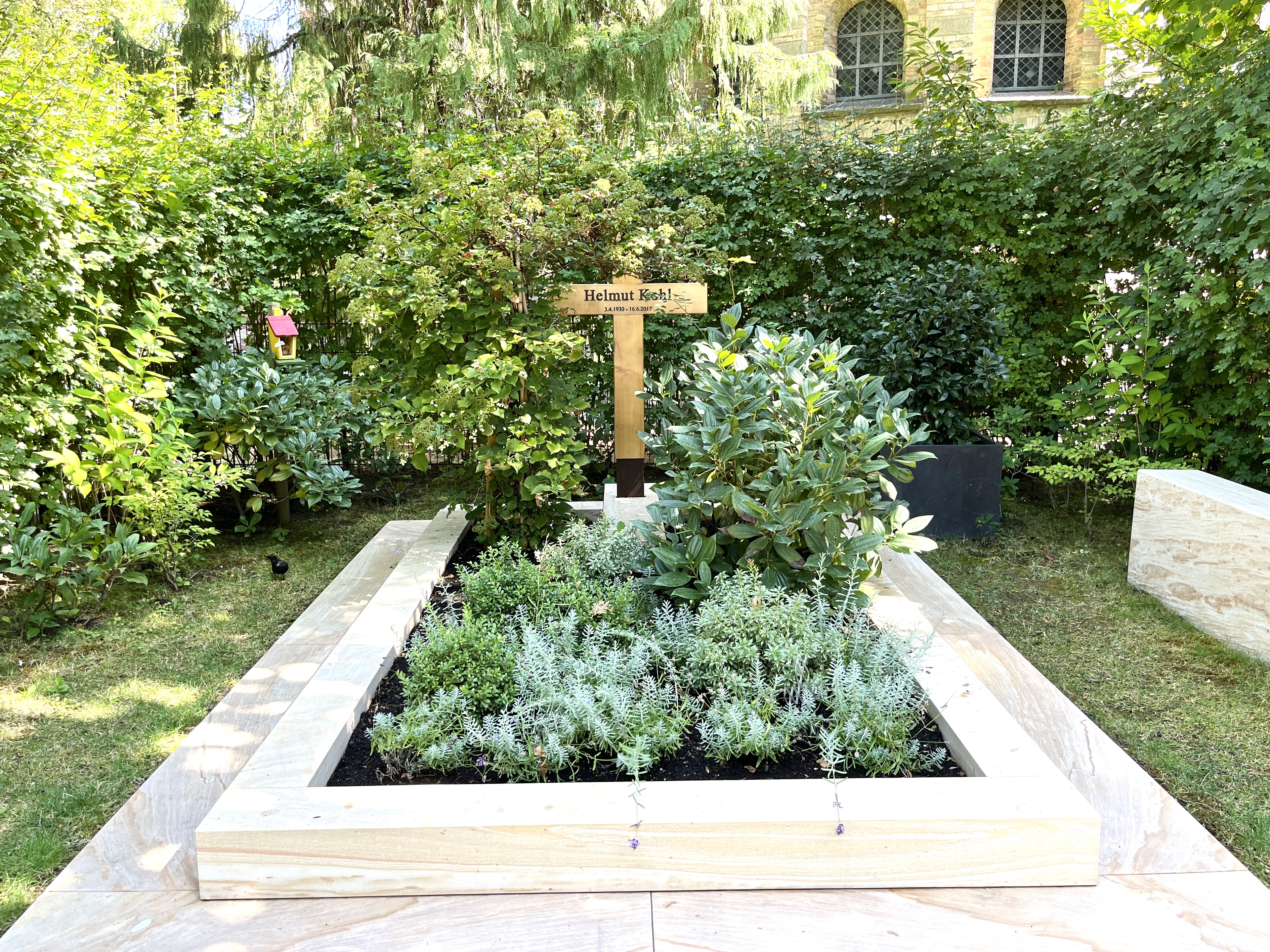
Grób byłego kanclerza Niemiec Helmuta Kohla

Stan zdrowia najdłużej urzędującego kanclerza w powojennej historii Niemiec pogorszył się po upadku w 2008 r. Poruszał się od tego czasu na wózku inwalidzkim. Zmarł 16 czerwca 2017 w swoim domu w Ludwigshafen. 1 lipca 2017 w Parlamencie Europejskim przy wystawionej trumnie byłego kanclerza w obecności władz Europy i krajów Europy odbyły się uroczystości pogrzebowe. Po tych uroczystościach trumnę z ciałem Helmuta Kohla przetransportowano śmigłowcem do Ludwigshafen i stąd statkiem odpłynęła do Spiry. W tym mieście po mszy w katedrze jego ciało spoczęło na miejscowym cmentarzu.
Posiadał tytuły doktora honoris causa Katolickiego Uniwersytetu Lubelskiego nadany w roku 1989 i Papieskiego Wydziału Teologicznego we Wrocławiu nadany w roku 2000. W 2010 został honorowym obywatelem Gdańska.

## Życie prywatne
W 1960 roku poślubił sekretarkę, specjalistkę w dziedzinie języków obcych, Hannelore Renner (1933–2001), którą znał od 1948. Mieli dwóch synów. Mieszkał w Berlinie oraz Ludwigshafen (w dzielnicy Oggersheim).
5 lipca 2001 w wieku 68 lat jego żona Hannelore odebrała sobie życie. Od lat cierpiała na fotoalergię (uczulenie na słońce).
8 maja 2008 ożenił się po raz drugi z Maike Richter.

## Ordery i odznaczenia
- Odznaka Honorowa za Zasługi dla Republiki Austrii III klasy – 1973
- Order Zasługi Republiki Włoskiej I klasy – 1977[15][16]
- Krzyż Wielki Orderu Chrystusa – 1980 (Portugalia)[17]
- Honorowa Odznaka Związku Wypędzonych – 1984[18]
- Odznaka Honorowa za Zasługi dla Republiki Austrii II klasy – 1989
- Krzyż Wielki Orderu Zasługi Republiki Węgierskiej – 1992[19]
- Bawarski Order Zasługi – 1992[15]
- Wielka Wstęga Orderu Alauitów – 1996 (Maroko)[15]
- Order Orła Białego – 1998 (Polska)[15][20][21]
- Krzyż Wielki Orderu Księcia Henryka – 1998 (Portugalia)[17]
- Krzyż Wielki Specjalnego Wykonania Orderu Zasługi RFN – 1998[22]
- Kawaler Krzyża Wielkiego Orderu Lwa Niderlandzkiego – 1999 (Holandia)[15]
- Wielka Wstęga Orderu Leopolda – 1999 (Belgia)[15]
- Prezydencki Medal Wolności – 1999 (USA)[15][23]
- Złoty Order Olimpijski – 1999 (MKOl)[15]
- Order Lwa Białego I klasy – 1999 (Czechy)[24]
- Order Wolności (Kosowo, 2004)[25]
- Order za Wybitne Zasługi (Słowenia, 2005)[26]
- Krzyż Wielki Orderu Krzyża Ziemi Maryjnej – 2006 (Estonia)[15]
- Wielki Order Królowej Jeleny – 2006 (Chorwacja)[27]
- Krzyż Wielki Orderu św. Michała i św. Jerzego – 2008 (Wielka Brytania)